# Dave Annable
Dave Annable, född 15 september 1979 i Suffern, New York, är en amerikansk skådespelare. 
Annable är bland annat känd för rollen som Justin Walker i den amerikanska TV-serien Brothers & Sisters.
Sedan 2010 är han gift med skådespelaren Odette Yustman.

## Filmografi urval
- 2004 – Alla hans ex
- 2006–2011 – Brothers & Sisters (TV-serie)
- 2011 – What's Your Number?
- 2021–2022 – Walker (TV-serie)

## Fotnoter
1. ↑  Gemeinsame Normdatei, läst: 28 april 2014.[källa från Wikidata]